# Liste der Europameister in der Leichtathletik/Medaillengewinnerinnen
Die Liste der Europameister in der Leichtathletik führt sämtliche Medaillengewinnerinnen bei Leichtathletik-Europameisterschaften auf. Sie ist gegliedert nach Wettbewerben, die aktuell zum Wettkampfprogramm gehören und nach nicht mehr ausgetragenen Wettbewerben.

## Aktuelle Wettbewerbe

### 100 m
| Europameisterschaften | Europameisterschaften | Gold                   | Silber                | Bronze               |
| --------------------- | --------------------- | ---------------------- | --------------------- | -------------------- |
| 1938                  | Wien                  | Stanisława Walasiewicz | Käthe Krauss          | Fanny Blankers-Koen  |
| 1946                  | Oslo                  | Jewgenija Setschenowa  | Winifred Jordan       | Pierre Brésolles     |
| 1950                  | Brüssel               | Fanny Blankers-Koen    | Jewgenija Setschenowa | June Foulds          |
| 1954                  | Bern                  | Irina Turowa           | Bertha van Duyne      | Anne Pashley         |
| 1958                  | Stockholm             | Heather Young          | Wera Krepkina         | Christa Stubnick     |
| 1962                  | Belgrad               | Dorothy Hyman          | Jutta Heine           | Teresa Ciepły        |
| 1966                  | Budapest              | Ewa Kłobukowska        | Irena Kirszenstein    | Karin Frisch         |
| 1969                  | Piräus                | Petra Vogt             | Wilma van den Berg    | Anita Neil           |
| 1971                  | Helsinki              | Renate Stecher         | Ingrid Mickler-Becker | Elfgard Schittenhelm |
| 1974                  | Rom                   | Irena Szewińska        | Renate Stecher        | Andrea Lynch         |
| 1978                  | Prag                  | Marlies Göhr           | Linda Haglund         | Ljudmila Maslakowa   |
| 1982                  | Athen                 | Marlies Göhr           | Bärbel Wöckel         | Rose-Aimée Bacoul    |
| 1986                  | Stuttgart             | Marlies Göhr           | Anelija Nunewa        | Nelli Cooman         |
| 1990                  | Split                 | Katrin Krabbe          | Silke Möller          | Kerstin Behrendt     |
| 1994                  | Helsinki              | Irina Priwalowa        | Schanna Tarnopolskaja | Melanie Paschke      |
| 1998                  | Budapest              | Christine Arron        | Irina Priwalowa       | Ekaterini Thanou     |
| 2002                  | München               | Ekaterini Thanou       | Kim Gevaert           | Manuela Levorato     |
| 2006                  | Göteborg              | Kim Gevaert            | Jekaterina Grigorjewa | Irina Chabarowa      |
| 2010                  | Barcelona             | Verena Sailer          | Véronique Mang        | Myriam Soumaré       |
| 2012                  | Helsinki              | Iwet Lalowa            | Olessja Powch         | Lina Grinčikaitė     |
| 2014                  | Zürich                | Dafne Schippers        | Myriam Soumaré        | Ashleigh Nelson      |
| 2016                  | Amsterdam             | Dafne Schippers        | Iwet Lalowa           | Mujinga Kambundji    |
| 2018                  | Berlin                | Dina Asher-Smith       | Gina Lückenkemper     | Dafne Schippers      |
| 2022                  | München               | Gina Lückenkemper      | Mujinga Kambundji     | Daryll Neita         |
| 2024                  | Rom                   | Dina Asher-Smith       | Ewa Swoboda           | Zaynab Dosso         |

### 200 m
| Europameisterschaften | Europameisterschaften | Gold                   | Silber                 | Bronze               |
| --------------------- | --------------------- | ---------------------- | ---------------------- | -------------------- |
| 1938                  | Wien                  | Stanisława Walasiewicz | Käthe Krauss           | Fanny Blankers-Koen  |
| 1946                  | Oslo                  | Jewgenija Setschenowa  | Winifred Jordan        | Léa Caurla           |
| 1950                  | Brüssel               | Fanny Blankers-Koen    | Jewgenija Setschenowa  | Dorothy Hall         |
| 1954                  | Bern                  | Marija Itkina          | Irina Turowa           | Anne Pashley         |
| 1958                  | Stockholm             | Barbara Janiszewska    | Hannelore Sadau        | Marija Itkina        |
| 1962                  | Belgrad               | Jutta Heine            | Dorothy Hyman          | Barbara Sobotta      |
| 1966                  | Budapest              | Irena Kirszenstein     | Ewa Kłobukowska        | Wera Popkowa         |
| 1969                  | Piräus                | Petra Vogt             | Renate Meißner         | Val Peat             |
| 1971                  | Helsinki              | Renate Stecher         | Györgyi Balogh         | Irena Szewińska      |
| 1974                  | Rom                   | Irena Szewińska        | Renate Stecher         | Mona-Lisa Pursiainen |
| 1978                  | Prag                  | Ljudmila Kondratjewa   | Marlies Göhr           | Carla Bodendorf      |
| 1982                  | Athen                 | Bärbel Wöckel          | Kathy Smallwood        | Sabine Rieger        |
| 1986                  | Stuttgart             | Heike Drechsler        | Marie-Christine Cazier | Silke Möller         |
| 1990                  | Split                 | Katrin Krabbe          | Heike Drechsler        | Galina Maltschugina  |
| 1994                  | Helsinki              | Irina Priwalowa        | Schanna Tarnopolskaja  | Galina Maltschugina  |
| 1998                  | Budapest              | Irina Priwalowa        | Schanna Tarnopolskaja  | Melanie Paschke      |
| 2002                  | München               | Muriel Hurtis          | Kim Gevaert            | Manuela Levorato     |
| 2006                  | Göteborg              | Kim Gevaert            | Julija Guschtschina    | Natalja Russakowa    |
| 2010                  | Barcelona             | Myriam Soumaré         | Jelysaweta Bryshina    | Alexandra Fedoriwa   |
| 2012                  | Helsinki              | Marija Rjemjen         | Chrystyna Stuj         | Myriam Soumaré       |
| 2014                  | Zürich                | Dafne Schippers        | Jodie Williams         | Myriam Soumaré       |
| 2016                  | Amsterdam             | Dina Asher-Smith       | Iwet Lalowa            | Gina Lückenkemper    |
| 2018                  | Berlin                | Dina Asher-Smith       | Dafne Schippers        | Jamile Samuel        |
| 2022                  | München               | Mujinga Kambundji      | Dina Asher-Smith       | Ida Karstoft         |
| 2024                  | Rom                   | Mujinga Kambundji      | Daryll Neita           | Hélène Parisot       |

### 400 m
| Europameisterschaften | Europameisterschaften | Gold                   | Silber                 | Bronze                |
| --------------------- | --------------------- | ---------------------- | ---------------------- | --------------------- |
| 1958                  | Stockholm             | Marija Itkina          | Jekaterina Parljuk     | Molly Hiscox          |
| 1962                  | Belgrad               | Marija Itkina          | Joy Grieveson          | Tilly van der Zwaard  |
| 1966                  | Budapest              | Anna Chmelková         | Antónia Munkácsi       | Monique Noirot        |
| 1969                  | Piräus                | Nicole Duclos          | Colette Besson         | Maria Sykora          |
| 1971                  | Helsinki              | Helga Seidler          | Inge Bödding           | Ingelore Lohse        |
| 1974                  | Rom                   | Riitta Salin           | Ellen Streidt          | Rita Wilden           |
| 1978                  | Prag                  | Marita Koch            | Christina Brehmer      | Irena Szewińska       |
| 1982                  | Athen                 | Marita Koch            | Jarmila Kratochvílová  | Taťána Kocembová      |
| 1986                  | Stuttgart             | Marita Koch            | Olha Wladykina         | Petra Müller          |
| 1990                  | Split                 | Grit Breuer            | Petra Schersing        | Marie-José Perec      |
| 1994                  | Helsinki              | Marie-José Perec       | Swetlana Gontscharenko | Phylis Smith          |
| 1998                  | Budapest              | Grit Breuer            | Helena Fuchsová        | Olga Kotljarowa       |
| 2002                  | München               | Olesja Sykina          | Grit Breuer            | Lee McConnell         |
| 2006                  | Göteborg              | Wanja Stambolowa       | Tatjana Weschkurowa    | Olga Saizewa          |
| 2010                  | Barcelona             | Tatjana Firowa         | Xenija Aksjonowa       | Antonina Kriwoschapka |
| 2012                  | Helsinki              | Moa Hjelmer            | Xenija Sadorina        | Ilona Ussowitsch      |
| 2014                  | Zürich                | Libania Grenot         | Olha Semljak           | Indira Terrero        |
| 2016                  | Amsterdam             | Libania Grenot         | Floria Gueï            | Anyika Onuora         |
| 2018                  | Berlin                | Justyna Święty-Ersetic | Maria Belimbasaki      | Lisanne de Witte      |
| 2022                  | München               | Femke Bol              | Natalia Kaczmarek      | Anna Kiełbasińska     |
| 2024                  | Rom                   | Natalia Kaczmarek      | Rhasidat Adeleke       | Lieke Klaver          |

### 800 m
| Europameisterschaften | Europameisterschaften | Gold                   | Silber               | Bronze               |
| --------------------- | --------------------- | ---------------------- | -------------------- | -------------------- |
| 1954                  | Bern                  | Nina Otkalenko         | Diane Leather        | Ljudmila Schewzowa   |
| 1958                  | Stockholm             | Jelisaweta Jermolajewa | Diane Leather        | Dzidra Levicka       |
| 1962                  | Belgrad               | Gerda Kraan            | Waltraud Kaufmann    | Olga Kazi            |
| 1966                  | Budapest              | Vera Nikolić           | Zsuzsa Szabó         | Antje Gleichfeld     |
| 1969                  | Piräus                | Lillian Board          | Annelise Damm Olesen | Vera Nikolić         |
| 1971                  | Helsinki              | Vera Nikolić           | Pat Lowe             | Rosemary Stirling    |
| 1974                  | Rom                   | Liljana Tomowa         | Gunhild Hoffmeister  | Mariana Suman        |
| 1978                  | Prag                  | Tatjana Prowidochina   | Nadeschda Muschta    | Soja Rigel           |
| 1982                  | Athen                 | Olga Minejewa          | Ljudmila Wesselkowa  | Margrit Klinger      |
| 1986                  | Stuttgart             | Nadija Olisarenko      | Sigrun Wodars        | Ljubow Gurina        |
| 1990                  | Split                 | Sigrun Wodars          | Christine Wachtel    | Lilija Nurutdinowa   |
| 1994                  | Helsinki              | Ljubow Gurina          | Natallja Duchnowa    | Ljudmila Rogatschowa |
| 1998                  | Budapest              | Jelena Afanassjewa     | Malin Ewerlöf        | Stephanie Graf       |
| 2002                  | München               | Jolanda Čeplak         | Mayte Martínez       | Kelly Holmes         |
| 2006                  | Göteborg              | Olga Kotljarowa        | Swetlana Kljuka      | Rebecca Lyne         |
| 2010                  | Barcelona             | Marija Sawinowa        | Yvonne Hak           | Jennifer Meadows     |
| 2012                  | Helsinki              | Lynsey Sharp           | Irina Maratschowa    | Maryna Arsamassawa   |
| 2014                  | Zürich                | Maryna Arsamassawa     | Lynsey Sharp         | Joanna Jóźwik        |
| 2016                  | Amsterdam             | Natalija Pryschtschepa | Rénelle Lamote       | Lovisa Lindh         |
| 2018                  | Berlin                | Natalija Pryschtschepa | Rénelle Lamote       | Olha Ljachowa        |
| 2022                  | München               | Keely Hodgkinson       | Rénelle Lamote       | Anna Wielgosz        |
| 2024                  | Rom                   | Keely Hodgkinson       | Gabriela Gajanová    | Anaïs Bourgoin       |

### 1500 m
| Europameisterschaften | Europameisterschaften | Gold                 | Silber              | Bronze                 |
| --------------------- | --------------------- | -------------------- | ------------------- | ---------------------- |
| 1969                  | Piräus                | Jaroslava Jehličková | Maria Gommers       | Paola Pigni            |
| 1971                  | Helsinki              | Karin Burneleit      | Gunhild Hoffmeister | Ellen Tittel           |
| 1974                  | Rom                   | Gunhild Hoffmeister  | Liljana Tomowa      | Grete Andersen         |
| 1978                  | Prag                  | Giana Romanowa       | Natalia Mărășescu   | Totka Petrowa          |
| 1982                  | Athen                 | Olga Dwirna          | Samira Saizewa      | Gabriella Dorio        |
| 1986                  | Stuttgart             | Rawilja Agletdinowa  | Tetjana Samolenko   | Doina Melinte          |
| 1990                  | Split                 | Snežana Pajkić       | Ellen Kießling      | Sandra Gasser          |
| 1994                  | Helsinki              | Ljudmila Rogatschowa | Kelly Holmes        | Jekaterina Podkopajewa |
| 1998                  | Budapest              | Swetlana Masterkowa  | Carla Sacramento    | Anita Weyermann        |
| 2002                  | München               | Süreyya Ayhan        | Gabriela Szabo      | Tatjana Tomaschowa     |
| 2006                  | Göteborg              | Tatjana Tomaschowa   | Julija Fomenko      | Daniela Jordanowa      |
| 2010                  | Barcelona             | Nuria Fernández      | Hind Dehiba Chahyd  | Natalia Rodríguez      |
| 2012                  | Helsinki              | Nuria Fernández      | Diana Sujew         | Tereza Čapková         |
| 2014                  | Zürich                | Sifan Hassan         | Abeba Aregawi       | Laura Weightman        |
| 2016                  | Amsterdam             | Angelika Cichocka    | Sifan Hassan        | Ciara Mageean          |
| 2018                  | Berlin                | Laura Muir           | Sofia Ennaoui       | Laura Weightman        |
| 2022                  | München               | Laura Muir           | Ciara Mageean       | Sofia Ennaoui          |
| 2024                  | Rom                   | Ciara Mageean        | Georgia Bell        | Agathe Guillemot       |

### 5000 m
| Europameisterschaften | Europameisterschaften | Gold                    | Silber                    | Bronze               |
| --------------------- | --------------------- | ----------------------- | ------------------------- | -------------------- |
| 1998                  | Budapest              | Sonia O’Sullivan        | Gabriela Szabo            | Marta Domínguez      |
| 2002                  | München               | Marta Domínguez         | Sonia O’Sullivan          | Jelena Sadoroschnaja |
| 2006                  | Göteborg              | Marta Domínguez         | Lilija Schobuchowa        | Elvan Abeylegesse    |
| 2010                  | Barcelona             | Elvan Abeylegesse       | Sara Moreira              | Jéssica Augusto      |
| 2012                  | Helsinki              | Olga Golowkina          | Sara Moreira              | Julia Bleasdale      |
| 2014                  | Zürich                | Meraf Bahta             | Sifan Hassan              | Susan Kuijken        |
| 2016                  | Amsterdam             | Yasemin Can             | Meraf Bahta               | Steph Twell          |
| 2018                  | Berlin                | Sifan Hassan            | Eilish McColgan           | Yasemin Can          |
| 2022                  | München               | Konstanze Klosterhalfen | Yasemin Can               | Eilish McColgan      |
| 2024                  | Rom                   | Nadia Battocletti       | Karoline Bjerkeli Grøvdal | Marta García         |

### 10.000 m
| Europameisterschaften | Europameisterschaften | Gold                   | Silber             | Bronze                    |
| --------------------- | --------------------- | ---------------------- | ------------------ | ------------------------- |
| 1986                  | Stuttgart             | Ingrid Kristiansen     | Olga Bondarenko    | Ulrike Bruns              |
| 1990                  | Split                 | Jelena Romanowa        | Kathrin Ullrich    | Annette Sergent           |
| 1994                  | Helsinki              | Fernanda Ribeiro       | Conceição Ferreira | Daria Nauer               |
| 1998                  | Budapest              | Sonia O’Sullivan       | Fernanda Ribeiro   | Lidia Șimon               |
| 2002                  | München               | Paula Radcliffe        | Sonia O’Sullivan   | Ljudmila Biktaschewa      |
| 2006                  | Göteborg              | Inga Abitowa           | Susanne Wigene     | Lidija Grigorjewa         |
| 2010                  | Barcelona             | Elvan Abeylegesse      | Jéssica Augusto    | Hilda Kibet               |
| 2012                  | Helsinki              | Ana Dulce Félix        | Joanne Pavey       | Olha Skrypak              |
| 2014                  | Zürich                | Joanne Pavey           | Clémence Calvin    | Laila Traby               |
| 2016                  | Amsterdam             | Yasemin Can            | Ana Dulce Félix    | Karoline Bjerkeli Grøvdal |
| 2018                  | Berlin                | Lonah Chemtai Salpeter | Susan Krumins      | Meraf Bahta               |
| 2022                  | München               | Yasemin Can            | Eilish McColgan    | Lonah Chemtai Salpeter    |
| 2024                  | Rom                   | Nadia Battocletti      | Diane van Es       | Megan Keith               |

### Marathon
Bei den Europameisterschaften 2012 wurde komplett auf den Marathon verzichtet, während 2016 und 2024 aufgrund der anstehenden Olympischen Spiele ein Halbmarathon anstelle des Marathons durchgeführt wurde.
| Europameisterschaften | Europameisterschaften | Gold                      | Silber              | Bronze                 |
| --------------------- | --------------------- | ------------------------- | ------------------- | ---------------------- |
| 1982                  | Athen                 | Rosa Mota                 | Laura Fogli         | Ingrid Kristiansen     |
| 1986                  | Stuttgart             | Rosa Mota                 | Laura Fogli         | Jekaterina Chramenkowa |
| 1990                  | Split                 | Rosa Mota                 | Walentina Jegorowa  | Maria Rebelo-Lelut     |
| 1994                  | Helsinki              | Maria Manuela Machado     | Maria Curatolo      | Adriana Barbu          |
| 1998                  | Budapest              | Maria Manuela Machado     | Madina Biktagirowa  | Maura Viceconte        |
| 2002                  | München               | Maria Guida               | Luminita Zaituc     | Sonja Oberem           |
| 2006                  | Göteborg              | Ulrike Maisch             | Olivera Jevtić      | Irina Permitina        |
| 2010                  | Barcelona             | Anna Incerti              | Tetjana Filonjuk    | Isabellah Andersson    |
| 2014                  | Zürich                | Christelle Daunay         | Valeria Straneo     | Jéssica Augusto        |
| *2016                 | Amsterdam             | Sara Moreira              | Veronica Inglese    | Jéssica Augusto        |
| 2018                  | Berlin                | Wolha Masuronak           | Clémence Calvin     | Eva Vrabcová-Nývltová  |
| 2022                  | München               | Aleksandra Lisowska       | Matea Parlov Koštro | Nienke Brinkman        |
| *2024                 | Rom                   | Karoline Bjerkeli Grøvdal | Joan Chelimo Melly  | Calli Hauger-Thackery  |

### 100 m Hürden
| Europameisterschaften | Europameisterschaften | Gold                | Silber                       | Bronze             |
| --------------------- | --------------------- | ------------------- | ---------------------------- | ------------------ |
| 1969                  | Piräus                | Karin Balzer        | Bärbel Podeswa               | Teresa Nowak       |
| 1971                  | Helsinki              | Karin Balzer        | Annelie Ehrhardt             | Teresa Sukniewicz  |
| 1974                  | Rom                   | Annelie Ehrhardt    | Annerose Fiedler             | Teresa Nowak       |
| 1978                  | Prag                  | Johanna Klier       | Tatjana Anissimowa           | Gudrun Berend      |
| 1982                  | Athen                 | Lucyna Kałek        | Jordanka Donkowa             | Kerstin Knabe      |
| 1986                  | Stuttgart             | Jordanka Donkowa    | Cornelia Oschkenat           | Ginka Sagortschewa |
| 1990                  | Split                 | Monique Éwanjé-Épée | Gloria Siebert               | Lidija Jurkowa     |
| 1994                  | Helsinki              | Swetla Dimitrowa    | Julija Graudyn               | Jordanka Donkowa   |
| 1998                  | Budapest              | Swetla Dimitrowa    | Brigita Bukovec              | Irina Korotja      |
| 2002                  | München               | Glory Alozie        | Olena Krassowska             | Jana Kassowa       |
| 2006                  | Göteborg              | Susanna Kallur      | Kirsten Bolm Derval O’Rourke |                    |
| 2010                  | Barcelona             | Nevin Yanıt         | Derval O’Rourke              | Carolin Nytra      |
| 2012                  | Helsinki              | Alina Talaj         | Kazjaryna Paplauskaja        | Beate Schrott      |
| 2014                  | Zürich                | Tiffany Porter      | Cindy Billaud                | Cindy Roleder      |
| 2016                  | Amsterdam             | Cindy Roleder       | Alina Talaj                  | Tiffany Porter     |
| 2018                  | Berlin                | Elwira Herman       | Pamela Dutkiewicz            | Cindy Roleder      |
| 2022                  | München               | Pia Skrzyszowska    | Luca Kozák                   | Ditaji Kambundji   |
| 2024                  | Rom                   | Cyréna Samba-Mayela | Ditaji Kambundji             | Pia Skrzyszowska   |

### 400 m Hürden
| Europameisterschaften | Europameisterschaften | Gold                 | Silber                         | Bronze                         |
| --------------------- | --------------------- | -------------------- | ------------------------------ | ------------------------------ |
| 1978                  | Prag                  | Tatjana Selenzowa    | Silvia Hollmann                | Karin Roßley                   |
| 1982                  | Athen                 | Ann-Louise Skoglund  | Petra Pfaff                    | Chantal Réga                   |
| 1986                  | Stuttgart             | Marina Stepanowa     | Sabine Busch                   | Cornelia Feuerbach             |
| 1990                  | Split                 | Tazzjana Ljadouskaja | Anita Protti                   | Monica Westén                  |
| 1994                  | Helsinki              | Sally Gunnell        | Silvia Rieger                  | Anna Knoros                    |
| 1998                  | Budapest              | Ionela Târlea        | Tetjana Tereschtschuk-Antipowa | Silvia Rieger                  |
| 2002                  | München               | Ionela Târlea        | Heike Meißner                  | Anna Olichwierczuk             |
| 2006                  | Göteborg              | Jewgenija Issakowa   | Fani Chalkia                   | Tetjana Tereschtschuk-Antipowa |
| 2010                  | Barcelona             | Natalja Antjuch      | Wanja Stambolowa               | Perri Shakes-Drayton           |
| 2012                  | Helsinki              | Denisa Rosolová      | Hanna Jaroschtschuk            | Zuzana Hejnová                 |
| 2014                  | Zürich                | Eilidh Child         | Hanna Titimez                  | Denisa Rosolová                |
| 2016                  | Amsterdam             | Sara Slott Petersen  | Joanna Linkiewicz              | Léa Sprunger                   |
| 2018                  | Berlin                | Léa Sprunger         | Anna Ryschykowa                | Meghan Beesley                 |
| 2022                  | München               | Femke Bol            | Wiktorija Tkatschuk            | Anna Ryschykowa                |
| 2024                  | Rom                   | Femke Bol            | Louise Maraval                 | Cathelijn Peeters              |

### 3000 m Hindernis
| Europameisterschaften | Europameisterschaften | Gold                  | Silber                | Bronze                    |
| --------------------- | --------------------- | --------------------- | --------------------- | ------------------------- |
| 2006                  | Göteborg              | Alesja Turawa         | Tatjana Petrowa       | Wioletta Janowska         |
| 2010                  | Barcelona             | Julija Sarudnewa      | Ljubow Charlamowa     | Hatti Dean                |
| 2012                  | Helsinki              | Gülcan Mıngır         | Antje Möldner-Schmidt | Gesa Felicitas Krause     |
| 2014                  | Zürich                | Antje Möldner-Schmidt | Charlotta Fougberg    | Diana Martín              |
| 2016                  | Amsterdam             | Gesa Felicitas Krause | Luiza Gega            | Özlem Kaya                |
| 2018                  | Berlin                | Gesa Felicitas Krause | Fabienne Schlumpf     | Karoline Bjerkeli Grøvdal |
| 2022                  | München               | Luiza Gega            | Lea Meyer             | Elizabeth Bird            |
| 2024                  | Rom                   | Alice Finot           | Gesa Felicitas Krause | Elizabeth Bird            |

### 4 × 100 m Staffel
| Europameisterschaften | Europameisterschaften | Gold                                                                                              | Silber | Bronze                                                                                                |
| --------------------- | --------------------- | ------------------------------------------------------------------------------------------------- | --- | --- |
| 1938                  | Wien                  | Deutsches ReichJosefine Kohl Käthe Krauss Emmy Albus Ida Kühnel                                   | PolenJadwiga Gawronska Barbara Książkiewicz Otylia Kaluzowa Stanisława Walasiewicz                                | Königreich ItalienMaria Alfero Maria Apollonio Rosetta Cattaneo Italia Lucchini                       |
| 1946                  | Oslo                  | NiederlandeGerda van der Kade-Koudijs Nettie Witziers-Timmer Martha Adema Fanny Blankers-Koen     | FrankreichLéa Caurla Anne-Marie Colchen Claire Brésolles Monique Drilhon                                          | SowjetunionJewgenija Setschenowa Walentina Fokina Elene Gokieli Walentina Wassiljewa                  |
| 1950                  | Brüssel               | Vereinigtes KönigreichElspeth Hay Jean Desforges Dorothy Hall June Foulds                         | NiederlandeXenia Stad-de Jong Bertha Brouwer Grietje de Jongh Fanny Blankers-Koen                                 | SowjetunionElene Gokieli Sofja Malschina Soja Duchowitsch Jewgenija Setschenowa                       |
| 1954                  | Bern                  | SowjetunionWera Krepkina Rimma Ulitkina Marija Itkina Irina Turowa                                | BR DeutschlandIrmgard Egert Charlotte Böhmer Irene Brütting Maria Sander                                          | ItalienMaria Musso Giuseppina Leone Letizia Bertoni Milena Greppi                                     |
| 1958                  | Stockholm             | SowjetunionWera Krepkina Linda Kepp Nonna Poljakowa Walentyna Maslowska                           | Vereinigtes KönigreichMadeleine Weston Dorothy Hyman Claire Dew Carole Quinton                                    | PolenMaria Chojnacka Barbara Janiszewska Celina Jesionowska Maria Bibro                               |
| 1962                  | Belgrad               | PolenTeresa Ciepły Barbara Sobotta Elżbieta Szyroka Maria Piątkowska                              | BR DeutschlandErika Fisch Martha Pensberger Maren Collin Jutta Heine                                              | Vereinigtes KönigreichAnn Packer Dorothy Hyman Daphne Arden Mary Rand                                 |
| 1966                  | Budapest              | PolenElżbieta Bednarek Danuta Straszyńska Irena Kirszenstein Ewa Kłobukowska                      | BR DeutschlandRenate Meyer Hannelore Trabert Karin Frisch Jutta Stöck                                             | SowjetunionWera Popkowa Walentyna Bolschowa Ljudmila Samotjossowa Renāte Lāce                         |
| 1969                  | Piräus                | Deutsche Demokratische RepublikRegina Höfer Renate Meißner Bärbel Podeswa Petra Vogt              | BR DeutschlandBärbel Hähnle Jutta Stöck Rita Jahn Ingrid Becker                                                   | Vereinigtes KönigreichAnita Neil Denise Ramsden Sheila Cooper Val Peat                                |
| 1971                  | Helsinki              | BR DeutschlandElfgard Schittenhelm Inge Helten Annegret Irrgang Ingrid Mickler-Becker             | Deutsche Demokratische RepublikKarin Balzer Renate Stecher Petra Vogt Ellen Strophal                              | SowjetunionLjudmila Scharkowa Galina Bucharina Marina Sidorowa Nadeschda Besfamilnaja                 |
| 1974                  | Rom                   | Deutsche Demokratische RepublikDoris Maletzki Renate Stecher Christina Heinich Bärbel Eckert      | BR DeutschlandElfgard Schittenhelm Annegret Kroniger Annegret Richter Inge Helten                                 | PolenEwa Długołęcka Danuta Jędrejek Barbara Bakulin Irena Szewińska                                   |
| 1978                  | Prag                  | SowjetunionWera Anissimowa Ljudmila Maslakowa Ljudmila Kondratjewa Ljudmila Storoschkowa          | Vereinigtes KönigreichBeverley Goddard Kathy Smallwood Sharon Colyear Sonia Lannaman                              | Deutsche Demokratische RepublikJohanna Klier Monika Hamann Carla Bodendorf Marlies Göhr               |
| 1982                  | Athen                 | Deutsche Demokratische RepublikGesine Walther Bärbel Wöckel Sabine Rieger Marlies Göhr            | Vereinigtes KönigreichWendy Hoyte Kathy Smallwood Beverley Callender Shirley Thomas                               | FrankreichLaurence Bily Marie-Christine Cazier Rose-Aimée Bacoul Liliane Gaschet                      |
| 1986                  | Stuttgart             | Deutsche Demokratische RepublikSilke Gladisch Sabine Günther Ingrid Auerswald Marlies Göhr        | BulgarienGinka Sagortschewa Anelija Nunewa Nadeschda Georgiewa Jordanka Donkowa                                   | SowjetunionAntonina Nastoburko Natalja Botschina Marina Schirowa Olga Solotarjowa                     |
| 1990                  | Split                 | Deutsche Demokratische RepublikSilke Möller Katrin Krabbe Kerstin Behrendt Sabine Günther         | BR DeutschlandGabriele Lippe Ulrike Sarvari Andrea Thomas Silke-Beate Knoll                                       | Vereinigtes KönigreichStephanie Douglas Beverly Kinch Simmone Jacobs Paula Thomas                     |
| 1994                  | Helsinki              | DeutschlandMelanie Paschke Silke-Beate Knoll Bettina Zipp Silke Lichtenhagen                      | RusslandNatalja Anissimowa Marina Trandenkowa Galina Maltschugina Irina Priwalowa                                 | BulgarienDessislawa Dimitrowa Swetla Dimitrowa Anelija Nunewa Petja Pendarewa                         |
| 1998                  | Budapest              | FrankreichKatia Benth Frédérique Bangué Sylviane Félix Christine Arron                            | DeutschlandMelanie Paschke Gabi Rockmeier Birgit Rockmeier Andrea Philipp                                         | RusslandOxana Ekk Galina Maltschugina Natalja Woronowa Irina Priwalowa                                |
| 2002                  | München               | FrankreichDelphine Combe Muriel Hurtis Sylviane Félix Odiah Sidibé                                | DeutschlandMelanie Paschke Gabi Rockmeier Sina Schielke Marion Wagner                                             | RusslandNatalja Ignatowa Julija Tabakowa Irina Chabarowa Larissa Kruglowa                             |
| 2006                  | Göteborg              | RusslandJulija Guschtschina Natalja Russakowa Irina Chabarowa Jekaterina Grigorjewa               | Vereinigtes KönigreichAnyika Onuora Emma Ania Emily Freeman Joice Maduaka                                         | BelarusJulija Neszjarenka Natallja Safronnikawa Alena Neumjarschyzkaja Aksana Drahun                  |
| 2010                  | Barcelona             | UkraineOlessja Powch Natalija Pohrebnjak Marija Rjemjen Jelysaweta Bryshina                       | FrankreichMyriam Soumaré Véronique Mang Lina Jacques-Sébastien Christine Arron                                    | PolenMarika Popowicz Daria Korczyńska Marta Jeschke Weronika Wedler                                   |
| 2012                  | Helsinki              | DeutschlandLeena Günther Anne Cibis Tatjana Pinto Verena Sailer                                   | NiederlandeKadene Vassell Dafne Schippers Eva Lubbers Jamile Samuel                                               | PolenMarika Popowicz Daria Korczyńska Marta Jeschke Ewelina Ptak                                      |
| 2014                  | Zürich                | Vereinigtes KönigreichAsha Philip Ashleigh Nelson Jodie Williams Desiree Henry                    | FrankreichCéline Distel-Bonnet Ayodelé Ikuesan Myriam Soumaré Stella Akakpo                                       | RusslandMarina Pantelejewa Natalja Russakowa Jelisaweta Sawlinis Kristina Siwkowa Jekaterina Wukolowa |
| 2016                  | Amsterdam             | NiederlandeJamile Samuel Dafne Schippers Tessa van Schagen Naomi Sedney                           | Vereinigtes KönigreichAsha Philip Dina Asher-Smith Bianca Williams Daryll Neita                                   | DeutschlandTatjana Pinto Lisa Mayer Gina Lückenkemper Rebekka Haase                                   |
| 2018                  | Berlin                | Vereinigtes KönigreichAsha Philip Imani-Lara Lansiquot Bianca Williams Dina Asher-Smith           | NiederlandeDafne Schippers Marije van Hunenstijn Jamile Samuel Naomi Sedney                                       | DeutschlandLisa Marie Kwayie Gina Lückenkemper Tatjana Pinto Rebekka Haase                            |
| 2022                  | München               | DeutschlandAlexandra Burghardt Lisa Mayer Gina Lückenkemper Rebekka Haase Jessica-Bianca Wessolly | PolenPia Skrzyszowska Anna Kiełbasińska Marika Popowicz-Drapała Ewa Swoboda Magdalena Stefanowicz Martyna Kotwiła | ItalienZaynab Dosso Dalia Kaddari Anna Bongiorni Alessia Pavese Gloria Hooper                         |
| 2024                  | Rom                   | Vereinigtes KönigreichDina Asher-Smith Desirèe Henry Amy Hunt Daryll Neita                        | FrankreichOrlann Oliere Gémima Joseph Hélène Parisot Sarah Richard-Mingas Maroussia Paré                          | NiederlandeNadine Visser Marije van Hunenstijn Minke Bisschops Tasa Jiya                              |

### 4 × 400 m Staffel
| Europameisterschaften | Europameisterschaften | Gold | Silber | Bronze                                                                                                   |
| --------------------- | --------------------- | --- | --- | --- |
| 1969                  | Piräus                | Vereinigtes KönigreichRosemary Stirling Pat Lowe Janet Simpson Lillian Board                                                | FrankreichBernadette Martin Nicole Duclos Éliane Jacq Colette Besson                                                    | BR DeutschlandChrista Czekay Antje Gleichfeld Inge Eckhoff Christel Frese                                |
| 1971                  | Helsinki              | Deutsche Demokratische RepublikRita Kühne Ingelore Lohse Helga Seidler Monika Zehrt                                         | BR DeutschlandAnette Rückes Christel Frese Hildegard Falck Inge Bödding                                                 | SowjetunionRaissa Nikanorowa Wera Popkowa Nadeschda Kolesnikowa Natalja Tschistjakowa                    |
| 1974                  | Rom                   | Deutsche Demokratische RepublikBrigitte Rohde Waltraud Dietsch Angelika Handt Ellen Streidt                                 | FinnlandMarika Eklund Mona-Lisa Pursiainen Pirjo Wilmi Riitta Salin                                                     | SowjetunionInta Kļimoviča Ingrīda Barkāne Nadeschda Iljina Natalja Sokolowa                              |
| 1978                  | Prag                  | Deutsche Demokratische RepublikChristiane Marquardt Barbara Krug Christina Brehmer Marita Koch                              | SowjetunionTetjana Prorotschenko Nadeschda Muschta Tatjana Prowidochina Marija Kultschunowa                             | PolenMałgorzata Gajewska Krystyna Kacperczyk Genowefa Błaszak Irena Szewińska                            |
| 1982                  | Athen                 | Deutsche Demokratische RepublikKirsten Siemon Sabine Busch Dagmar Rübsam Marita Koch                                        | TschechoslowakeiVěra Tylová Milena Matějkovičová Taťána Kocembová Jarmila Kratochvílová                                 | SowjetunionJelena Didilenko Irina Olchownikowa Olga Minejewa Irina Baskakowa                             |
| 1986                  | Stuttgart             | Deutsche Demokratische RepublikKirsten Emmelmann Sabine Busch Petra Müller Marita Koch                                      | BR DeutschlandGisela Kinzel Ute Thimm Heidi-Elke Gaugel Gaby Bußmann                                                    | PolenEwa Kasprzyk Marzena Wojdecka Elzbieta Kapusta Genovefa Blaszak                                     |
| 1990                  | Split                 | Deutsche Demokratische RepublikManuela Derr Annett Hesselbarth Petra Schersing Grit Breuer                                  | SowjetunionJelena Winogradowa Ljudmyla Dschyhalowa Jelena Rusina Tazzjana Ljadouskaja                                   | Vereinigtes KönigreichSally Gunnell Jennifer Stoute Patricia Beckford Linda Keough                       |
| 1994                  | Helsinki              | FrankreichFrancine Landre Évelyne Élien Viviane Dorsile Marie-José Perec                                                    | RusslandNatalja Chruschtscheljowa Jelena Andrejewa Tatjana Sacharowa Swetlana Gontscharenko                             | DeutschlandKarin Janke Heike Meißner Uta Rohländer Anja Rücker                                           |
| 1998                  | Budapest              | DeutschlandAnke Feller Uta Rohländer Silvia Rieger Grit Breuer                                                              | RusslandNatalja Chruschtscheljowa Swetlana Gontscharenko Jekaterina Bachwalowa Olga Kotljarowa                          | Vereinigtes KönigreichDonna Fraser Vicky Jamison Katherine Merry Allison Curbishley                      |
| 2002                  | München               | DeutschlandFlorence Ekpo-Umoh Birgit Rockmeier Claudia Marx Grit Breuer                                                     | RusslandNatalja Antjuch Natalja Nasarowa Anastassija Kapatschinskaja Olesja Sykina                                      | PolenZuzanna Radecka Małgorzata Pskit Grażyna Prokopek Anna Olichwierczuk                                |
| 2006                  | Göteborg              | RusslandSwetlana Pospelowa Natalja Iwanowa Olga Saizewa Tatjana Weschkurowa                                                 | BelarusJuljana Schalnjaruk Swjatlana Ussowitsch Hanna Kosak Ilona Ussowitsch                                            | PolenMonika Bejnar Grażyna Prokopek Ewelina Sętowska Anna Jesień                                         |
| 2010                  | Barcelona             | RusslandAnastassija Kapatschinskaja Antonina Kriwoschapka Xenija Ustalowa Tatjana Firowa                                    | DeutschlandFabienne Kohlmann Esther Cremer Janin Lindenberg Claudia Hoffmann                                            | Vereinigtes KönigreichNicola Sanders Marilyn Okoro Lee McConnell Perri Shakes-Drayton                    |
| 2012                  | Helsinki              | UkraineJulija Olischewska Olha Semljak Natalija Pyhyda Alina Lohwynenko                                                     | FrankreichPhara Anacharsis Lénora Guion-Firmin Marie Gayot Floria Gueï                                                  | TschechoslowakeiZuzana Hejnová Zuzana Bergrová Jitka Bartoničková Denisa Rosolová                        |
| 2014                  | Zürich                | FrankreichMarie Gayot Muriel Hurtis Agnès Raharolahy Floria Gueï                                                            | UkraineNatalija Pyhyda Chrystyna Stuj Hanna Ryschykowa Olha Semljak                                                     | Vereinigtes KönigreichEilidh Child Kelly Massey Shana Cox Margaret Adeoye                                |
| 2016                  | Amsterdam             | Vereinigtes KönigreichEmily Diamond Anyika Onuora Eilidh Doyle Seren Bundy-Davies                                           | FrankreichPhara Anacharsis Brigitte Ntiamoah Marie Gayot Floria Gueï                                                    | ItalienMaria Benedicta Chigbolu Maria Enrica Spacca Chiara Bazzoni Libania Grenot                        |
| 2018                  | Berlin                | PolenMałgorzata Hołub-Kowalik Iga Baumgart-Witan Patrycja Wyciszkiewicz Justyna Święty-Ersetic                              | FrankreichElea Mariama Diarra Déborah Sananes Agnès Raharolahy Floria Gueï                                              | Vereinigtes KönigreichZoey Clark Anyika Onuora Amy Allcock Eilidh Doyle                                  |
| 2022                  | München               | NiederlandeEveline Saalberg Lieke Klaver Lisanne de Witte Femke Bol Andrea Bouma Laura de Witte                             | PolenAnna Kiełbasińska Iga Baumgart-Witan Justyna Święty-Ersetic Natalia Kaczmarek Kinga Gacka Małgorzata Hołub-Kowalik | Vereinigtes KönigreichVictoria Ohuruogu Ama Pipi Jodie Williams Nicole Yeargin Zoey Clark Laviai Nielsen |
| 2024                  | Rom                   | NiederlandeLieke Klaver Cathelijn Peeters Lisanne de Witte Femke Bol Eveline Saalberg Anne van de Wiel Myrte van der Schoot | IrlandSophie Becker Rhasidat Adeleke Phil Healy Sharlene Mawdsley Lauren Cadden                                         | BelgienNaomi Van Den Broeck Imke Vervaet Cynthia Bolingo Mbongo Helena Ponette Camille Laus              |

### 20 km Gehen
Diese Disziplin wurde erst ab den Europameisterschaften 2002 ausgetragen. Bei den Europameisterschaften 2012 und 2016 wurde wegen der anstehenden Olympischen Spiele auf die Austragung der Gehwettbewerbe verzichtet.
| Europameisterschaften | Europameisterschaften | Gold                | Silber              | Bronze              |
| --------------------- | --------------------- | ------------------- | ------------------- | ------------------- |
| 2002                  | München               | Olimpiada Iwanowa   | Jelena Nikolajewa   | Erica Alfridi       |
| 2006                  | Göteborg              | Ryta Turawa         | Olga Kaniskina      | Elisa Rigaudo       |
| 2010                  | Barcelona             | Anisja Kirdjapkina  | Wera Sokolowa       | Melanie Seeger      |
| 2014                  | Zürich                | Elmira Alembekowa   | Ljudmyla Oljanowska | Anežka Drahotová    |
| 2018                  | Berlin                | María Pérez García  | Anežka Drahotová    | Antonella Palmisano |
| 2022                  | München               | Antigoni Drisbioti  | Katarzyna Zdziebło  | Saskia Feige        |
| 2024                  | Rom                   | Antonella Palmisano | Valentina Trapletti | Ljudmyla Oljanowska |

### 35 km Gehen
| Europameisterschaften | Europameisterschaften | Gold               | Silber          | Bronze            |
| --------------------- | --------------------- | ------------------ | --------------- | ----------------- |
| 2022                  | München               | Antigoni Drisbioti | Raquel González | Viktória Madarász |

### Hochsprung
| Europameisterschaften | Europameisterschaften | Gold                  | Silber                         | Bronze                                             |
| --------------------- | --------------------- | --------------------- | ------------------------------ | -------------------------------------------------- |
| 1938                  | Wien                  | Ibolya Csák           | Nelly van Balen-Blanken        | Feodora zu Solms                                   |
| 1946                  | Oslo                  | Anne-Marie Colchen    | Alexandra Tschudina            | Anne Iversen                                       |
| 1950                  | Brüssel               | Sheila Alexander      | Dorothy Tyler                  | Galina Ganeker                                     |
| 1954                  | Bern                  | Thelma Hopkins        | Iolanda Balaș                  | Olga Modrachová                                    |
| 1958                  | Stockholm             | Iolanda Balaș         | Taissija Tschentschik          | Dorothy Shirley                                    |
| 1962                  | Belgrad               | Iolanda Balaș         | Olga Gere                      | Linda Knowles                                      |
| 1966                  | Budapest              | Taissija Tschentschik | Ljudmila Komlewa               | Jarosława Bieda                                    |
| 1969                  | Piräus                | Milena Rezková        | Antonina Lasarewa              | Mária Mračnová                                     |
| 1971                  | Helsinki              | Ilona Gusenbauer      | Cornelia Popescu               | Barbara Inkpen                                     |
| 1974                  | Rom                   | Rosemarie Witschas    | Milada Karbanová               | Sara Simeoni                                       |
| 1978                  | Prag                  | Sara Simeoni          | Rosemarie Ackermann            | Brigitte Holzapfel                                 |
| 1982                  | Athen                 | Ulrike Meyfarth       | Tamara Bykowa                  | Sara Simeoni                                       |
| 1986                  | Stuttgart             | Stefka Kostadinowa    | Swetlana Issajewa              | Olga Turtschak                                     |
| 1990                  | Split                 | Heike Henkel          | Biljana Petrović               | Jelena Jelessina                                   |
| 1994                  | Helsinki              | Britta Bilač          | Jelena Guljajewa               | Nelė Žilinskienė                                   |
| 1998                  | Budapest              | Monica Iagăr-Dinescu  | Donata Jancewicz               | Alina Astafei                                      |
| 2002                  | München               | Kajsa Bergqvist       | Marina Kupzowa                 | Olga Kaliturina                                    |
| 2006                  | Göteborg              | Tia Hellebaut         | Wenelina Wenewa                | Kajsa Bergqvist                                    |
| 2010                  | Barcelona             | Blanka Vlašić         | Emma Green                     | Ariane Friedrich                                   |
| 2012                  | Helsinki              | Ruth Beitia           | Tonje Angelsen                 | Irina Gordejewa Emma Green Tregaro Olena Choloscha |
| 2014                  | Zürich                | Ruth Beitia           | Marija Kutschina               | Ana Šimić                                          |
| 2016                  | Amsterdam             | Ruth Beitia           | Mirela Demirewa Airinė Palšytė |                                                    |
| 2018                  | Berlin                | Marija Lassizkene     | Mirela Demirewa                | Marie-Laurence Jungfleisch                         |
| 2022                  | München               | Jaroslawa Mahutschich | Marija Vuković                 | Angelina Topić                                     |
| 2024                  | Rom                   | Jaroslawa Mahutschich | Angelina Topić                 | Iryna Heraschtschenko                              |

### Stabhochsprung
| Europameisterschaften | Europameisterschaften | Gold                 | Silber                 | Bronze                  |
| --------------------- | --------------------- | -------------------- | ---------------------- | ----------------------- |
| 1998                  | Budapest              | Anschela Balachonowa | Nicole Humbert         | Yvonne Buschbaum        |
| 2002                  | München               | Swetlana Feofanowa   | Jelena Issinbajewa     | Yvonne Buschbaum        |
| 2006                  | Göteborg              | Jelena Issinbajewa   | Monika Pyrek           | Tatjana Polnowa         |
| 2010                  | Barcelona             | Swetlana Feofanowa   | Silke Spiegelburg      | Lisa Ryzih              |
| 2012                  | Helsinki              | Jiřina Ptáčníková    | Martina Strutz         | Nikoleta Kyriakopoulou  |
| 2014                  | Zürich                | Anschelika Sidorowa  | Katerina Stefanidi     | Angelina Schuk-Krasnowa |
| 2016                  | Amsterdam             | Katerina Stefanidi   | Lisa Ryzih             | Angelica Bengtsson      |
| 2018                  | Berlin                | Katerina Stefanidi   | Nikoleta Kyriakopoulou | Holly Bradshaw          |
| 2022                  | München               | Wilma Murto          | Katerina Stefanidi     | Tina Šutej              |
| 2024                  | Rom                   | Angelica Moser       | Katerina Stefanidi     | Molly Caudery           |

### Weitsprung
| Europameisterschaften | Europameisterschaften | Gold                       | Silber                 | Bronze               |
| --------------------- | --------------------- | -------------------------- | ---------------------- | -------------------- |
| 1938                  | Wien                  | Irmgard Praetz             | Stanisława Walasiewicz | Gisela Voß           |
| 1946                  | Oslo                  | Gerda van der Kade-Koudijs | Lidija Gaile           | Walentina Wassiljewa |
| 1950                  | Brüssel               | Walentina Bogdanowa        | Wilhelmina Lust        | Maire Österdahl      |
| 1954                  | Bern                  | Jean Desforges             | Alexandra Tschudina    | Elżbieta Duńska      |
| 1958                  | Stockholm             | Liesel Jakobi              | Walentina Litujewa     | Nina Protschenko     |
| 1962                  | Belgrad               | Tatjana Schtschelkanowa    | Elżbieta Krzesińska    | Mary Rand            |
| 1966                  | Budapest              | Irena Kirszenstein         | Diana Jorgowa          | Helga Hoffmann       |
| 1969                  | Piräus                | Mirosława Sarna            | Viorica Viscopoleanu   | Berit Berthelsen     |
| 1971                  | Helsinki              | Ingrid Mickler-Becker      | Meta Antenen           | Heide Rosendahl      |
| 1974                  | Rom                   | Ilona Bruzsenyák           | Eva Šuranová           | Pirkko Helenius      |
| 1978                  | Prag                  | Vilma Bardauskienė         | Angela Voigt           | Jarmila Nygrýnová    |
| 1982                  | Athen                 | Vali Ionescu               | Anișoara Cușmir        | Jelena Iwanowa       |
| 1986                  | Stuttgart             | Heike Drechsler            | Galina Tschistjakowa   | Helga Radtke         |
| 1990                  | Split                 | Heike Drechsler            | Marieta Ilcu           | Helga Radtke         |
| 1994                  | Helsinki              | Heike Drechsler            | Inessa Krawez          | Fiona May            |
| 1998                  | Budapest              | Heike Drechsler            | Fiona May              | Ljudmila Galkina     |
| 2002                  | München               | Tatjana Kotowa             | Jade Johnson           | Tünde Vaszi          |
| 2006                  | Göteborg              | Ljudmila Koltschanowa      | Naide Gomes            | Oxana Udmurtowa      |
| 2010                  | Barcelona             | Ineta Radēviča             | Naide Gomes            | Olga Kutscherenko    |
| 2012                  | Helsinki              | Éloyse Lesueur             | Wolha Sudarawa         | Margrethe Renstrøm   |
| 2014                  | Zürich                | Éloyse Lesueur             | Ivana Španović         | Darja Klischina      |
| 2016                  | Amsterdam             | Ivana Španović             | Jazmin Sawyers         | Malaika Mihambo      |
| 2018                  | Berlin                | Malaika Mihambo            | Maryna Bech            | Shara Proctor        |
| 2022                  | München               | Ivana Vuleta               | Malaika Mihambo        | Jazmin Sawyers       |
| 2024                  | Rom                   | Malaika Mihambo            | Larissa Iapichino      | Agate de Sousa       |

### Dreisprung
| Europameisterschaften | Europameisterschaften | Gold                    | Silber                  | Bronze                 |
| --------------------- | --------------------- | ----------------------- | ----------------------- | ---------------------- |
| 1998                  | Budapest              | Olga Vasdeki            | Šárka Kašpárková        | Teresa Marinowa        |
| 2002                  | München               | Ashia Hansen            | Heli Koivula            | Jelena Oleinikowa      |
| 2006                  | Göteborg              | Tatjana Lebedewa        | Chrysopigi Devetzi      | Anna Pjatych           |
| 2010                  | Barcelona             | Olha Saladucha          | Simona La Mantia        | Svetlana Bolshakova    |
| 2012                  | Helsinki              | Olha Saladucha          | Patrícia Mamona         | Jana Borodina          |
| 2014                  | Zürich                | Olha Saladucha          | Jekaterina Konewa       | Irina Gumenjuk         |
| 2016                  | Amsterdam             | Patrícia Mamona         | Hanna Knjasjewa-Minenko | Paraskevi Papachristou |
| 2018                  | Berlin                | Paraskevi Papachristou  | Kristin Gierisch        | Ana Peleteiro          |
| 2022                  | München               | Maryna Bech-Romantschuk | Kristiina Mäkelä        | Hanna Minenko          |
| 2024                  | Rom                   | Ana Peleteiro-Compaoré  | Tuğba Danışmaz          | Ilionis Guillaume      |

### Kugelstoßen
| Europameisterschaften | Europameisterschaften | Gold                  | Silber                | Bronze               |
| --------------------- | --------------------- | --------------------- | --------------------- | -------------------- |
| 1938                  | Wien                  | Hermine Schröder      | Gisela Mauermayer     | Wanda Flakowicz      |
| 1946                  | Oslo                  | Tatjana Sewrjukowa    | Micheline Ostermeyer  | Amelia Piccinini     |
| 1950                  | Brüssel               | Anna Andrejewa        | Klawdija Totschonowa  | Micheline Ostermeyer |
| 1954                  | Bern                  | Galina Sybina         | Marija Kusnezowa      | Tamara Tyschkewitsch |
| 1958                  | Stockholm             | Marianne Werner       | Tamara Tyschkewitsch  | Tamara Press         |
| 1962                  | Belgrad               | Tamara Press          | Renate Garisch        | Galina Sybina        |
| 1966                  | Budapest              | Nadeschda Tschischowa | Margitta Gummel       | Marita Lange         |
| 1969                  | Piräus                | Nadeschda Tschischowa | Margitta Gummel       | Marita Lange         |
| 1971                  | Helsinki              | Nadeschda Tschischowa | Marita Lange          | Margitta Gummel      |
| 1974                  | Rom                   | Nadeschda Tschischowa | Marianne Adam         | Helena Fibingerová   |
| 1978                  | Prag                  | Ilona Slupianek       | Helena Fibingerová    | Margitta Droese      |
| 1982                  | Athen                 | Ilona Slupianek       | Helena Fibingerová    | Nunu Abaschydse      |
| 1986                  | Stuttgart             | Heidi Krieger         | Ines Müller           | Natalja Achrimenko   |
| 1990                  | Split                 | Astrid Kumbernuss     | Natalja Lissowskaja   | Kathrin Neimke       |
| 1994                  | Helsinki              | Wita Pawlysch         | Astrid Kumbernuss     | Svetla Mitkova       |
| 1998                  | Budapest              | Wita Pawlysch         | Irina Korschanenko    | Janina Karoltschyk   |
| 2002                  | München               | Irina Korschanenko    | Wita Pawlysch         | Swetlana Kriweljowa  |
| 2006                  | Göteborg              | Natallja Charaneka    | Nadseja Astaptschuk   | Petra Lammert        |
| 2010                  | Barcelona             | Nadseja Astaptschuk   | Natallja Michnewitsch | Anna Awdejewa        |
| 2012                  | Helsinki              | Nadine Kleinert       | Irina Tarassowa       | Chiara Rosa          |
| 2014                  | Zürich                | Christina Schwanitz   | Jewgenija Kolodko     | Anita Márton         |
| 2016                  | Amsterdam             | Christina Schwanitz   | Anita Márton          | Emel Dereli          |
| 2018                  | Berlin                | Paulina Guba          | Christina Schwanitz   | Aljona Dubizkaja     |
| 2022                  | München               | Jessica Schilder      | Auriol Dongmo         | Jorinde van Klinken  |
| 2024                  | Rom                   | Jessica Schilder      | Jorinde van Klinken   | Yemisi Ogunleye      |

### Diskuswurf
| Europameisterschaften | Europameisterschaften | Gold                    | Silber               | Bronze               |
| --------------------- | --------------------- | ----------------------- | -------------------- | -------------------- |
| 1938                  | Wien                  | Gisela Mauermayer       | Hilde Sommer         | Paula Mollenhauer    |
| 1946                  | Oslo                  | Nina Dumbadse           | Ans Niesink          | Jadwiga Wajs         |
| 1950                  | Brüssel               | Nina Dumbadse           | Rimma Schumskaja     | Edera Cordiale       |
| 1954                  | Bern                  | Nina Ponomarjowa        | Irina Begljakowa     | Galina Sybina        |
| 1958                  | Stockholm             | Tamara Press            | Štěpánka Mertová     | Kriemhild Hausmann   |
| 1962                  | Belgrad               | Tamara Press            | Doris Müller         | Jolán Kontsek        |
| 1966                  | Budapest              | Christine Spielberg     | Liesel Westermann    | Anita Hentschel      |
| 1969                  | Piräus                | Tamara Danilowa         | Ljudmila Murawjowa   | Karin Illgen         |
| 1971                  | Helsinki              | Faina Melnik            | Liesel Westermann    | Ljudmila Murawjowa   |
| 1974                  | Rom                   | Faina Melnik            | Argentina Menis      | Gabriele Hinzmann    |
| 1978                  | Prag                  | Evelin Jahl             | Margitta Droese      | Natalja Gorbatschowa |
| 1982                  | Athen                 | Zwetanka Christowa      | Marija Wergowa       | Galina Sawinkowa     |
| 1986                  | Stuttgart             | Diana Sachse            | Zwetanka Christowa   | Martina Hellmann     |
| 1990                  | Split                 | Ilke Wyludda            | Olga Burowa          | Martina Hellmann     |
| 1994                  | Helsinki              | Ilke Wyludda            | Elina Swerawa        | Mette Bergmann       |
| 1998                  | Budapest              | Franka Dietzsch         | Natalja Sadowa       | Nicoleta Grasu       |
| 2002                  | München               | Ekaterini Vongoli       | Natalja Sadowa       | Anastasia Kelesidou  |
| 2006                  | Göteborg              | Darja Pischtschalnikowa | Franka Dietzsch      | Nicoleta Grasu       |
| 2010                  | Barcelona             | Sandra Perković         | Nicoleta Grasu       | Joanna Wiśniewska    |
| 2012                  | Helsinki              | Sandra Perković         | Nadine Müller        | Natalija Semenowa    |
| 2014                  | Zürich                | Sandra Perković         | Mélina Robert-Michon | Shanice Craft        |
| 2016                  | Amsterdam             | Sandra Perković         | Julia Fischer        | Shanice Craft        |
| 2018                  | Berlin                | Sandra Perković         | Nadine Müller        | Shanice Craft        |
| 2022                  | München               | Sandra Perković         | Kristin Pudenz       | Claudine Vita        |
| 2024                  | Italien               | Sandra Elkasević        | Jorinde van Klinken  | Liliana Cá           |

### Hammerwurf
| Europameisterschaften | Europameisterschaften | Gold             | Silber              | Bronze             |
| --------------------- | --------------------- | ---------------- | ------------------- | ------------------ |
| 1998                  | Budapest              | Mihaela Melinte  | Olga Kusenkowa      | Kirsten Münchow    |
| 2002                  | München               | Olga Kusenkowa   | Kamila Skolimowska  | Manuela Montebrun  |
| 2006                  | Göteborg              | Tatjana Lyssenko | Gulfija Chanafejewa | Kamila Skolimowska |
| 2010                  | Barcelona             | Betty Heidler    | Tatjana Lyssenko    | Anita Włodarczyk   |
| 2012                  | Helsinki              | Anita Włodarczyk | Martina Hrašnová    | Anna Bulgakowa     |
| 2014                  | Zürich                | Anita Włodarczyk | Martina Hrašnová    | Joanna Fiodorow    |
| 2016                  | Amsterdam             | Anita Włodarczyk | Betty Heidler       | Hanna Skydan       |
| 2018                  | Berlin                | Anita Włodarczyk | Alexandra Tavernier | Joanna Fiodorow    |
| 2022                  | München               | Bianca Ghelber   | Ewa Różańska        | Sara Fantini       |
| 2024                  | Rom                   | Sara Fantini     | Anita Włodarczyk    | Rose Loga          |

### Speerwurf
| Europameisterschaften | Europameisterschaften | Gold                   | Silber              | Bronze              |
| --------------------- | --------------------- | ---------------------- | ------------------- | ------------------- |
| 1938                  | Wien                  | Lisa Gelius            | Susanne Pastoors    | Luise Krüger        |
| 1946                  | Oslo                  | Klawdija Majutschaja   | Ljudmila Anokina    | Johanna Koning      |
| 1950                  | Brüssel               | Natalja Smirnizkaja    | Herma Bauma         | Galina Sybina       |
| 1954                  | Bern                  | Dana Zátopková         | Virve Roolaid       | Nadeschda Konjajewa |
| 1958                  | Stockholm             | Dana Zátopková         | Birutė Zalogaitytė  | Jutta Neumann       |
| 1962                  | Belgrad               | Elvīra Ozoliņa         | Maria Diaconescu    | Alewtina Schastitko |
| 1966                  | Budapest              | Marion Lüttge          | Mihaela Peneș       | Walentina Popowa    |
| 1969                  | Piräus                | Angéla Ránky           | Magda Vidos         | Walentina Ewert     |
| 1971                  | Helsinki              | Daniela Jaworska       | Ameli Koloska       | Ruth Fuchs          |
| 1974                  | Rom                   | Ruth Fuchs             | Jacqueline Todten   | Nataša Urbančič     |
| 1978                  | Prag                  | Ruth Fuchs             | Tessa Sanderson     | Ute Hommola         |
| 1982                  | Athen                 | Anna Verouli           | Antje Kempe         | Sofia Sakorafa      |
| 1986                  | Stuttgart             | Fatima Whitbread       | Petra Felke         | Beate Peters        |
| 1990                  | Split                 | Päivi Alafrantti       | Karen Forkel        | Petra Felke         |
| 1994                  | Helsinki              | Trine Hattestad        | Karen Forkel        | Felicia Țilea       |
| 1998                  | Budapest              | Tanja Damaske          | Tatjana Schikolenko | Mikaela Ingberg     |
| 2002                  | München               | Mirela Maniani         | Steffi Nerius       | Mikaela Ingberg     |
| 2006                  | Göteborg              | Steffi Nerius          | Barbora Špotáková   | Mercedes Chilla     |
| 2010                  | Barcelona             | Linda Stahl            | Christina Obergföll | Barbora Špotáková   |
| 2012                  | Helsinki              | Wira Rebryk            | Christina Obergföll | Linda Stahl         |
| 2014                  | Zürich                | Barbora Špotáková      | Tatjana Jelača      | Linda Stahl         |
| 2016                  | Amsterdam             | Tazzjana Chaladowitsch | Linda Stahl         | Sara Kolak          |
| 2018                  | Berlin                | Christin Hussong       | Nikola Ogrodníková  | Liveta Jasiūnaitė   |
| 2022                  | München               | Elina Tzengko          | Adriana Vilagoš     | Barbora Špotáková   |
| 2024                  | Rom                   | Victoria Hudson        | Adriana Vilagoš     | Marie-Therese Obst  |

### Siebenkampf
| Europameisterschaften | Europameisterschaften | Gold                       | Silber                     | Bronze                |
| --------------------- | --------------------- | -------------------------- | -------------------------- | --------------------- |
| 1982                  | Athen                 | Ramona Neubert             | Sabine Möbius              | Sabine Everts         |
| 1986                  | Stuttgart             | Anke Behmer                | Natalja Schubenkowa        | Judy Simpson          |
| 1990                  | Split                 | Sabine Braun               | Heike Tischler             | Peggy Beer            |
| 1994                  | Helsinki              | Sabine Braun               | Rita Ináncsi               | Urszula Włodarczyk    |
| 1998                  | Budapest              | Denise Lewis               | Urszula Włodarczyk         | Natallja Sasanowitsch |
| 2002                  | München               | Carolina Klüft             | Sabine Braun               | Natallja Sasanowitsch |
| 2006                  | Göteborg              | Carolina Klüft             | Karin Ruckstuhl            | Lilli Schwarzkopf     |
| 2010                  | Barcelona             | Jessica Ennis              | Natalija Dobrynska         | Jennifer Oeser        |
| 2012                  | Helsinki              | Antoinette Nana Djimou Ida | Laura Ikauniece            | Aiga Grabuste         |
| 2014                  | Zürich                | Antoinette Nana Djimou Ida | Nadine Broersen            | Nafissatou Thiam      |
| 2016                  | Amsterdam             | Anouk Vetter               | Antoinette Nana Djimou Ida | Ivona Dadic           |
| 2018                  | Berlin                | Nafissatou Thiam           | Katarina Johnson-Thompson  | Carolin Schäfer       |
| 2022                  | München               | Nafissatou Thiam           | Adrianna Sułek             | Annik Kälin           |
| 2024                  | Rom                   | Nafissatou Thiam           | Auriana Lazraq-Khlass      | Noor Vidts            |

## Nicht mehr ausgetragene Wettbewerbe

### 3000 m
| Europameisterschaften | Europameisterschaften | Gold               | Silber            | Bronze          |
| --------------------- | --------------------- | ------------------ | ----------------- | --------------- |
| 1974                  | Rom                   | Nina Holmén        | Ljudmila Bragina  | Joyce Smith     |
| 1978                  | Prag                  | Swetlana Ulmassowa | Natalia Mărășescu | Grete Waitz     |
| 1982                  | Athen                 | Swetlana Ulmassowa | Maricica Puică    | Jelena Sipatowa |
| 1986                  | Stuttgart             | Olga Bondarenko    | Maricica Puică    | Yvonne Murray   |
| 1990                  | Split                 | Yvonne Murray      | Jelena Romanowa   | Roberta Brunet  |
| 1994                  | Helsinki              | Sonia O’Sullivan   | Yvonne Murray     | Gabriela Szabo  |

### 80 m Hürden
| Europameisterschaften | Europameisterschaften | Gold                  | Silber                | Bronze                       |
| --------------------- | --------------------- | --------------------- | --------------------- | ---------------------------- |
| 1938                  | Wien                  | Claudia Testoni       | Lisa Gelius           | Kitty ter Braake             |
| 1946                  | Oslo                  | Fanny Blankers-Koen   | Elene Gokieli         | Walentina Fokina             |
| 1950                  | Brüssel               | Fanny Blankers-Koen   | Maureen Dyson         | Micheline Ostermeyer         |
| 1954                  | Bern                  | Marija Golubnitschaja | Anneliese Seonbuchner | Pam Seaborne                 |
| 1958                  | Stockholm             | Galina Bystrowa       | Zenta Kopp            | Gisela Birkemeyer            |
| 1962                  | Belgrad               | Teresa Ciepły         | Karin Balzer          | Maria Piątkowska Erika Fisch |
| 1966                  | Budapest              | Karin Balzer          | Erika Fisch           | Elżbieta Bednarek            |

### 10 km Gehen
Diese Disziplin wurde bei den Europameisterschaften 1986 bis 1998 ausgetragen und anschließend durch den 20-km-Wettbewerb ersetzt.
| Europameisterschaften | Europameisterschaften | Gold            | Silber            | Bronze            |
| --------------------- | --------------------- | --------------- | ----------------- | ----------------- |
| 1986                  | Stuttgart             | Mari Cruz Díaz  | Ann Jansson       | Siw Ybanez        |
| 1990                  | Split                 | Annarita Sidoti | Olga Kardopolzewa | Ileana Salvador   |
| 1994                  | Helsinki              | Sari Essayah    | Annarita Sidoti   | Jelena Nikolajewa |
| 1998                  | Budapest              | Annarita Sidoti | Erica Alfridi     | Susana Feitor     |

### 50 km Gehen
Diese Disziplin wurde bei den Europameisterschaften 2018 ausgetragen und anschließend durch den 35-km-Wettbewerb ersetzt.
| Europameisterschaften | Europameisterschaften | Gold           | Silber       | Bronze       |
| --------------------- | --------------------- | -------------- | ------------ | ------------ |
| 2018                  | Berlin                | Inês Henriques | Alina Zwilij | Julia Takács |

### Fünfkampf
| Europameisterschaften | Europameisterschaften | Gold                  | Silber           | Bronze                |
| --------------------- | --------------------- | --------------------- | ---------------- | --------------------- |
| 1950                  | Brüssel               | Arlette Ben Hamo      | Bertha Crowther  | Olga Modrachová       |
| 1954                  | Bern                  | Alexandra Tschudina   | Maria Sander     | Maria Sturm           |
| 1958                  | Stockholm             | Galina Bystrowa       | Nina Winogradowa | Edeltraud Eiberle     |
| 1962                  | Belgrad               | Galina Bystrowa       | Denise Guénard   | Helga Hoffmann        |
| 1966                  | Budapest              | Walentina Tichomirowa | Heide Rosendahl  | Inge Exner            |
| 1969                  | Piräus                | Liese Prokop          | Meta Antenen     | Marija Sisjakowa      |
| 1971                  | Helsinki              | Heide Rosendahl       | Burglinde Pollak | Margrit Olfert        |
| 1974                  | Rom                   | Nadija Tkatschenko    | Burglinde Pollak | Soja Spassowchodskaja |
| 1978                  | Prag                  | Margit Papp           | Burglinde Pollak | Kristine Nitzsche     |